# Zweite Fundamentalform
Die zweite Fundamentalform ist in der Mathematik eine Funktion aus der Differentialgeometrie. Definiert wurde die zweite Fundamentalform zunächst in der Theorie der Flächen im dreidimensionalen Raum, einem Teilgebiet der klassischen Differentialgeometrie. Heute gibt es auch eine verallgemeinerte Definition in der riemannschen Geometrie.
Während die erste Fundamentalform die innere Geometrie einer Fläche beschreibt (also Eigenschaften, die sich durch Längenmessungen innerhalb der Fläche ermitteln lassen), hängt die zweite Fundamentalform von der Lage der Fläche im umgebenden Raum ab. Sie wird für Krümmungsberechnungen benötigt und kommt beispielsweise in den Mainardi-Codazzi-Gleichungen vor.
Mit ihrer Hilfe und mit Hilfe der ersten Fundamentalform werden die Hauptkrümmungen, die mittlere Krümmung und die Gaußsche Krümmung der Fläche definiert.

## Klassische Differentialgeometrie

### Definition
Eine Fläche sei durch eine auf einer offenen Teilmenge  {\displaystyle U\subset \mathbb {R} ^{2}} definierte Abbildung
{\displaystyle X\colon U\to \mathbb {R} ^{3},\quad (u,v)\mapsto X(u,v)}
gegeben, also durch {\displaystyle u} und {\displaystyle v} parametrisiert. Ist die Fläche regulär, also die erste Fundamentalform der Fläche positiv-definit, so kann man der Fläche einen Einheitsnormalenvektor {\displaystyle \nu (u,v)} zuordnen. Für den durch die Parameterwerte {\displaystyle u} und {\displaystyle v} bestimmten Punkt der Fläche ist dieser durch das Vektorprodukt
{\displaystyle \nu (u,v)={\frac {X_{u}(u,v)\times X_{v}(u,v)}{|X_{u}(u,v)\times X_{v}(u,v)|}}}
gegeben. Die Koeffizienten der zweiten Fundamentalform in diesem Punkt sind wie folgt definiert:
{\displaystyle L(u,v)=\nu (u,v)\cdot X_{uu}(u,v)}
{\displaystyle M(u,v)=\nu (u,v)\cdot X_{uv}(u,v)}
{\displaystyle N(u,v)=\nu (u,v)\cdot X_{vv}(u,v)}
definiert. Hierbei sind {\displaystyle X_{uu}(u,v)}, {\displaystyle X_{uv}(u,v)} und
{\displaystyle X_{vv}(u,v)} die zweiten partiellen Ableitungen nach den Parametern. Die
Malpunkte drücken Skalarprodukte von Vektoren aus.
Zur Vereinfachung der Schreibweise lässt man häufig die Argumente weg und schreibt nur
{\displaystyle L}, {\displaystyle M} und {\displaystyle N}. Manche Autoren verwenden die Bezeichnungen
{\displaystyle e}, {\displaystyle f} und {\displaystyle g}.
Die zweite Fundamentalform ist dann die quadratische Form
{\displaystyle {\mathit {II}}\colon \mathbb {R} ^{2}\to \mathbb {R} ,\ (w_{1},w_{2})\mapsto L\,w_{1}^{2}+2M\,w_{1}w_{2}+N\,w_{2}^{2}}
Gelegentlich wird auch die Schreibweise mit Differentialen verwendet:
{\displaystyle d\sigma ^{2}=L\,du^{2}+2M\,du\,dv+N\,dv^{2}}
Eine weitere (modernere) Schreibweise ist:
{\displaystyle h_{11}=L;\quad h_{12}=h_{21}=M;\quad h_{22}=N},
die zweite Fundamentalform hat also die Matrixdarstellung
{\displaystyle (h_{ij})={\begin{pmatrix}L&M\\M&N\end{pmatrix}}.}
Häufig bezeichnet man als zweite Fundamentalform auch die durch diese Matrix dargestellte Bilinearform {\displaystyle h}.

### Eigenschaften
Die Diskriminante {\displaystyle LN-M^{2}} (also die Determinante der Darstellungsmatrix) der zweiten Fundamentalform liefert Auskunft darüber, wie die gegebene Fläche an der betrachteten Stelle gekrümmt ist. Drei Fälle sind zu unterscheiden:
- Für {\displaystyle LN-M^{2}>0} liegt elliptische Krümmung vor. (Beispiel: Oberfläche eines Ellipsoids oder einer Kugel)

- {\displaystyle LN-M^{2}=0} bedeutet parabolische Krümmung. (Beispiel: Oberfläche eines geraden Kreiszylinders)

- Falls {\displaystyle LN-M^{2}<0} gilt, spricht man von hyperbolischer Krümmung. (Beispiel: Einschaliges Hyperboloid)

### Beispiel Kugeloberfläche
Dem Beispiel aus dem Artikel der ersten Fundamentalform folgend, wird wieder die Oberfläche einer Kugel vom Radius {\displaystyle r>0} betrachtet. Diese Fläche wird wieder durch
{\displaystyle X(u,v)={\begin{pmatrix}r\sin u\cos v\\r\sin u\sin v\\r\cos u\end{pmatrix}}}
parametrisiert. Das Einheitsnormalenfeld kann dann durch
{\displaystyle \nu (u,v)={\frac {1}{r}}X(u,v)}
beschrieben werden. Die zweiten partiellen Ableitungen von {\displaystyle X} lauten
{\displaystyle X_{uu}=-X\,} sowie {\displaystyle X_{uv}=\left({\begin{smallmatrix}-r\cos u\sin v\\r\cos u\cos v\\0\end{smallmatrix}}\right)\,}  und {\displaystyle X_{vv}=\left({\begin{smallmatrix}-r\sin u\cos v\\-r\sin u\sin v\\0\end{smallmatrix}}\right)}.
Daher erhält man die Koeffizienten  {\displaystyle L=-r}, {\displaystyle M=0} und {\displaystyle N=-r\sin ^{2}(u)}. Die Darstellung der zweiten Fundamentalform der Kugeloberfläche mit Hilfe von Differentialen lautet dann
{\displaystyle d\sigma ^{2}=-r\,du^{2}-r\sin ^{2}(u)\,dv^{2}.}

### Spezialfall Graph einer Fläche
Ist die Fläche der Graph einer Funktion {\displaystyle f} über dem Parameterbereich {\displaystyle U}, also {\displaystyle X(u,v)=(u,v,f(u,v))} für alle {\displaystyle (u,v)\in U}, so gilt:
{\displaystyle \nu ={\frac {1}{\sqrt {1+f_{u}^{2}+f_{v}^{2}}}}{\begin{pmatrix}-f_{u}\\-f_{v}\\1\end{pmatrix}}}
und
{\displaystyle L={\frac {f_{uu}}{\sqrt {1+f_{u}^{2}+f_{v}^{2}}}},\quad M={\frac {f_{uv}}{\sqrt {1+f_{u}^{2}+f_{v}^{2}}}},\quad N={\frac {f_{vv}}{\sqrt {1+f_{u}^{2}+f_{v}^{2}}}}.}
Hierbei bezeichnen {\displaystyle f_{u}} und {\displaystyle f_{v}} die ersten und {\displaystyle f_{uu}}, {\displaystyle f_{uv}} und {\displaystyle f_{vv}} die zweiten partiellen Ableitungen von {\displaystyle f}.

## Riemannsche Geometrie
Im Gegensatz zur ersten Fundamentalform, welche in der riemannschen Geometrie durch anschaulichere Konstruktionen ersetzt wurde, hat die zweite Fundamentalform auch in der riemannschen Geometrie eine wichtige Bedeutung und eine verallgemeinerte Definition.

### Definition
Sei {\displaystyle M} eine Untermannigfaltigkeit der riemannschen Mannigfaltigkeit {\displaystyle {\tilde {M}}.} Ausgangspunkt für die Definition der zweiten Fundamentalform ist die orthogonale Zerlegung von Vektorfeldern in {\displaystyle T{\tilde {M}}|_{M}} in tangentiale und normale Anteile. Sind {\displaystyle X,Y\in \Gamma ^{\infty }(TM)} Vektorfelder auf {\displaystyle M}, so kann man diese zu Vektorfeldern auf {\displaystyle {\tilde {M}}} fortsetzen. Ist {\displaystyle {\tilde {\nabla }}} der Levi-Civita-Zusammenhang auf {\displaystyle {\tilde {M}}}, dann erhält man die Zerlegung
{\displaystyle {\tilde {\nabla }}_{X}Y=({\tilde {\nabla }}_{X}Y)^{\top }+({\tilde {\nabla }}_{X}Y)^{\bot }.}
Die zweite Fundamentalform ist eine Abbildung
{\displaystyle {\mathit {II}}\colon \Gamma (TM)\times \Gamma (TM)\to \Gamma (NM),}
welche durch
{\displaystyle {\mathit {II}}(X,Y):=({\tilde {\nabla }}_{X}Y)^{\bot }}
definiert ist. Dabei bezeichnet {\displaystyle NM} das Normalenbündel von {\displaystyle M}, welches analog zum Tangentialbündel definiert ist, und {\displaystyle ^{\bot }\colon T{\tilde {M}}\to NM} ist die orthogonale Projektion auf das Normalenbündel.

### Eigenschaften
Die zweite Fundamentalform ist
- unabhängig von der Fortsetzung der Vektorfelder {\displaystyle X} und {\displaystyle Y}.
- bilinear über {\displaystyle C^{\infty }(M).}
- symmetrisch in {\displaystyle X} und {\displaystyle Y.}

### Skalare zweite Fundamentalform
Sei {\displaystyle {\tilde {M}}} eine {\displaystyle n}-dimensionale riemannsche Mannigfaltigkeit mit riemannscher Metrik {\displaystyle g} und sei {\displaystyle M} eine {\displaystyle (n-1)}-dimensionale Untermannigfaltigkeit von {\displaystyle {\tilde {M}}}. So eine Untermannigfaltigkeit der Kodimension 1 heißt auch Hyperfläche.
In diesem Fall ist der Normalenraum {\displaystyle NM_{p}} in jedem Punkt {\displaystyle p} von {\displaystyle M} eindimensional und es gibt genau zwei Einheitsnormalenvektoren, die jeweils {\displaystyle NM_{p}} aufspannen. Diese unterscheiden sich nur durch das Vorzeichen.
Ist ein Einheitsnormalenvektorfeld {\displaystyle N\in \Gamma (NM)}  fest gewählt, so definiert man die zugehörige
skalare zweite Fundamentalform {\displaystyle h} durch
{\displaystyle h(X,Y)=g({\mathit {II}}(X,Y),N)} für alle {\displaystyle X,Y\in \Gamma (TM).}
Die skalare zweite Fundamentalform hängt bis auf das Vorzeichen nicht von der Wahl des Einheitsnormalenvektorfelds ab:
Nimmt man statt {\displaystyle N} das entgegengesetzt orientierte zweite Einheitsnormalenvektorfeld, so ändert sich bei der skalaren zweiten Fundamentalform nur das Vorzeichen.
Aus den Eigenschaften der zweiten Fundamentalform folgt, dass die skalare zweite Fundamentalform ebenfalls symmetrisch und {\displaystyle C^{\infty }(M)}-linear in jedem Argument ist, also ein symmetrisches (0,2)-Tensorfeld auf {\displaystyle M}.

## Total geodätische Untermannigfaltigkeiten
Eine Untermannigfaltigkeit {\displaystyle N\subset M} ist genau dann total geodätisch (d. h. Geodäten in {\displaystyle N} sind auch Geodäten in {\displaystyle M}), wenn ihre zweite Fundamentalform identisch verschwindet.